# Krokegöl (Asa socken, Småland)
Krokegöl är en sjö i Växjö kommun i Småland och ingår i Mörrumsåns huvudavrinningsområde. Sjön är 2,4 meter djup, har en yta på 0,13 kvadratkilometer och är belägen 217 meter över havet.